# 夜驚
夜驚（英語：night terror、sleep terror），又稱睡眠恐慌，指在睡眠中突然惊醒，伴有尖叫或哭喊，感觉极度恐慌或惊惧。
- sleep terror以前被稱為 pavor nocturus，這個名詞原是拉丁文，直接翻譯成英文就成為night terror，然而現今Sleep terror比night terror 更為人所喜歡使用，因爲症狀發作時一定是在白天小睡或晚上睡覺時。[1]
- sleep terror 在中世紀時的看法是惡魔壓在睡眠者的胸部上，造成窒息 （Suffocation）及驚恐（terror）的感覺，這種解釋便是 incubus 這個名詞的基礎，因爲在拉丁文中的“in”是英文“upon”的意思，而拉丁文中的“cubare”是英文中“press”的意思，incubus 有時用來描述成人發作的sleep terror。而nightmare 中的“mar”，在條頓語 （Teutonic）的意思是惡魔的意思。[1]
- Emest Jones在1949年第一個清楚分辦sleep terror及nightmare的人，只不過他認為sleep terror 才是眞的nightmare，而現今使用的nightmare 則指的是驚嚇性的夢 （terrifying dream） 。[1]
- 1965年的Gastaut及Broughton 兩人首先提出夜驚與快速動眼期睡眠及夢 （drcam mentation） 無關，因爲夜驚是從深度睡眠期開始產生，並且伴隨心跳加快（tachycardia）、呼吸急促（tachypnea）、皮膚電阻的急速下降。隨後在1973年 Fisher等人確認這些症狀特徵。[1]

## 分類
根據國際睡眠障礙分類（ICSD-3）和精神疾病診斷與統計手冊（DSM-5），NREM 異睡症主要分為三大類：意識不清的喚醒（Confusional Arousal, CA）、夜驚（Sleep Terrors, ST）和夢遊（Sleepwalking, SW），統稱為「喚醒疾患」（Disorders of Arousal, DoA）。
- NREM 喚醒疾患 (Disorder of arousal , DoA) 指的是在非快速動眼睡眠 (NREM) 期間，由於從睡眠中不完全清醒而導致的異常行為，[2]這類的疾病的典型症狀乃是病患從深度睡眠期覺醒，但卻無法完全清醒過來，而表現出一些奇異的動作或行爲，隔天醒來對昨晚發生的事情一點都不記得。[1]
- DoA 可以被分為簡單的覺醒動作 (SAMs), 站立的覺醒動作(RAMs) 或複雜的覺醒動作(CAMs)。[3]這些行為包括：

1. 意識不清的喚醒 (Confusional Arousals, CoA)：在睡眠中出現迷失方向的行為，可能伴隨發聲[2]，在床上坐起來，茫然地看著前方或環顧四周，表達含糊不清的言語，之後很快又會睡著[3]，通常對事件的記憶很差。
2. 夢遊 (Sleepwalking, SW)：在睡眠中出現行走或其他複雜行為[2]，患者會從床上起來走動，或進行其他複雜的動作。夢遊者可能會進行日常活動，例如穿衣服、洗漱、準備上學或排尿，但也有可能做出危險的行為，例如移動家具、操作利器或跳窗[3]。通常對事件失憶。
3. 夜驚 (Sleep terror, ST)：患者會突然驚恐地醒來，伴隨強烈的自主神經系統反應（例如：心跳加速、呼吸急促、出汗、瞳孔放大）。患者可能會尖叫、看起來很害怕，並且難以被安撫。[3]
4. 性夢遊 (Sexsomnia)：一種從 NREM 睡眠中部分清醒時出現的性行為，被認為是意識不清的喚醒的一種亞型。[2]
5. 睡眠相關飲食障礙 (Sleep-related eating disorder, SRED)：在睡眠中出現非功能性的夜間進食行為。[2]

這些 DoA 通常發生在 慢波睡眠 (N3) 階段。

## 病理生理學
- 喚醒疾患

1. 喚醒疾患DoA 的發生與 睡眠-清醒邊界功能障礙 有關，即大腦從 NREM 睡眠到清醒的轉換不完全。 [2]
2. 孩童的喚醒疾患(DoA)通常沒有精神或心理上的問題；然而成人卻較常見到有精神或心理上的診斷，但即使你治療他的精神心理疾病，喚醒疾患並不會改善。孩童的喚醒疾患通常沒有夢的記憶，如果有的話，也是片片斷斷，沒有一個完整的故事；但成人卻常見有活生生的夢。[1]

- 夜驚

1. 夜驚的確切病因尚不清楚，但可能與發展、環境、生理、心理和遺傳因素有關。睡眠不足、發燒、情緒壓力、分離焦慮、過度身體活動、特定藥物和疾病等都可能誘發夜驚。[4]
2. 罹患夜驚的患者有高達90%的患者，其家族成員有夜驚或夢遊的病史，病因除了跟基因遺傳有關外，Parkes 等人也提出夜驚的患者可能是缺乏內生源性的benzodiazepine receptor ligands，因爲 benzodiazepine antagonists可引起自律神經系統紊亂 （disturbance）及焦慮的發作，這跟夜驚的症狀非常相似。[1]
3. 夜驚會隨著孩童的長大而逐漸的自然消失。在流行病學的研究中發現，多數罹患夜驚的成人，在過去或現在病史中，有雙極性情感疾患、non-psychotic depressive disorder 或焦慮性疾患。[1]

## 誘發因子
1. 睡眠片段化：例如噪音、疼痛、睡眠呼吸中止症 (OSA)、不寧腿 (RLS)。[2]
2. 睡眠慣性增加：例如睡眠不足、時差、鎮靜助眠藥物。[2]
3. 其他因素：例如偏頭痛、發燒、甲狀腺機能亢進、藥物和精神疾病[2]，環境的噪音、枕邊人上床或其他的刺激所誘[1]。
4. 基因因素：遺傳因素在夜驚的好發因子中扮演一個重要的角色[1]。研究顯示，某些人類白血球抗原 (HLA) 等位基因可能與 DoA 的發生有關[2]。

## 盛行率
- 兒童

1. 夜驚通常發生在 4 到 12 歲的兒童中，高峰期在 5 到 7 歲之間。據估計，1 到 12 歲的兒童中，有 1% 到 6.5% 會發生夜驚。[4]
2. 夜驚的發生沒有性別的差異，主要發生在5至7歲的孩童，發生頻率的巔峰通常出現在剛發生夜驚之後，發生次數會隨著年齡增長而減少，一直到青春期。因此50%的患者在到達8歲時已不再發作，而36%的患者在青春期時仍會發生。[1]

- 成人

夜驚在成人（15至64歲）的盛行率爲2.3%至2.6%，其中大部分的患者是源自青春期的延續，只有很少部分的患者是在成人發生，然而到了65歲以後，盛行率掉到1%。

## 發作時間
1. 夜驚通常發生在主要睡眠時段的前三個小時內，特別是在睡眠的前三分之一。夜驚很少發生在午睡時間。[4]
2. 症狀發作時間典型上會持續30秒至5分鐘，很少會超過5分鐘。[1]

## 臨床表現
- 在典型的夜驚發作中，兒童會突然從睡眠中醒來，坐直或跳下床，尖叫、表現出恐懼，並伴隨驚慌的表情。他們可能會感到困惑和語無倫次，並出現心跳加速、呼吸急促、出汗、臉色潮紅、瞳孔放大、激動、顫抖和肌肉緊張等自主神經活動過度現象。[4]
- 不管父母如何向前擁抱安撫，患童仍然持續在不加理會的狀態，依舊哭鬧躁動約10至15分鐘，肌肉張力呈現增加的狀態，並且對任何身體上的接觸有抗拒的行為舉動。假如患童被強迫叫醒，孩童意識可能顯得混亂，語無倫次，但不久又睡著。[1]
- 記憶喪失：患者在發作後通常會回到安靜的深度睡眠，並且在隔天早上會對發作事件產生逆行性失憶。[4]

## 診斷[3]
- 臨床訪談：根據國際標準，詳細的臨床訪談理論上足以確診 DoA，但病患或其親友可能無法提供準確的描述。
- 國際診斷標準：

ICSD-3：診斷標準包括：

(A) 從睡眠中不完全覺醒的復發性事件；

(B) 對他人干預或引導時反應不當或無反應；

(C) 認知或夢境意象有限或沒有；

(D) 對事件部分或完全失憶。

DSM-5：診斷標準包括：

(A) 從睡眠中不完全覺醒的復發性事件，通常發生在主要睡眠時段的前三分之一，並伴隨夢遊或夜驚；

(B) 回想不起夢境意象或只有少許意象；

(C) 對事件失憶。

- 新診斷建議: 研究顯示，許多 DoA 患者在發作時並非完全沒有意識或記憶，因此建議將 ICSD-3 標準中的 C 和 D 條款視為輔助性而非必要條件。
- 嚴重程度: 建議增加一個「困擾/失能」標準，以評估 DoA 對患者的影響，如日間嗜睡、睡眠受干擾、自殘、傷害他人或心理問題。
- 診斷確定性:

可能：僅基於臨床訪談 (目擊者或自我報告描述)

很可能：基於臨床訪談加上家庭錄影記錄了典型的行為發作，或多項睡眠生理檢查(VPSG)記錄了不完全符合臨床描述的輕微發作。

確定：VPSG 記錄了NREM 睡眠期間的典型行為發作。

## 睡眠多項生理檢查(PSG)
- 夜驚的診斷主要基於病史和臨床表現。錄影紀錄可以幫助醫生確定診斷。在某些情況下，可能需要進行睡眠多項生理檢查（video-polysomnography）以排除其他疾病。[4]
- PSG通常顯示病患從深度睡眠期醒來，醒來後的腦波依然可處在深度睡眠期，或變成淺度睡眠期，甚至處在清醒的狀態。[1]
- 夜驚在PSG的表現為從深度睡眠期發生，伴隨明顯心跳加快（心率會增加至發作前的2倍）、呼吸加伏(但呼吸常會被尖叫所干擾）及皮膚因出汗造成電阻急速下降，如果在一晚的睡眼中，夜嚴發生的次數頻繁，夜驚有時會從睡眠第2期發生。[1]
- 若夜驚的患者接受PSG的檢查，雖然當晚未發生症狀，但從PSG可看到患者在深度睡眠期時，會時常直接變換到清醒期的次數相當頻繁，以及沒有理由的喚醒並伴隨心跳增加，只是心跳增加並未到達夜驚真正發作時的程度。[1]
- 對於排除其他睡眠障礙 (例如：OSA 或 RLS) 或癲癇等疾病很重要。 [2]

1. PSG 可以顯示 NREM 睡眠不穩定性，例如增加的覺醒次數和異常的腦電波活動。
2. 在實驗室中，可以通過睡眠剝奪和強制喚醒來誘發 DoA 事件，以幫助診斷。

## 鑑別診斷
- 夢魘（nightmare）：與夜驚不同，夢魘通常發生在快速動眼睡眠（REM）期間，且患者在醒來時能清楚地記得夢境。[4]
- 夜間恐慌性發作（nocturnal panic attack）：夜間恐慌性發作通常從睡眠第2期或第3期發作，患者常見有心理病態（psychopathology）的問題，在白天清醒時也會有相似症狀的發作。[1]
- 意識不清的喚醒：與夜驚相似，但意識不清的喚醒通常沒有尖叫、激動、恐懼和臉色潮紅等特徵。[4]
- 夜間癲癇：夜間癲癇發作時患者通常不會坐、站或走動，並且發作具有刻板性，可能隨機發生在睡眠和清醒時段。[4]

## 治療[4]
- 大多數情況下，夜驚不需要特殊治療，只需向家長保證孩子長大後會自然康復。應避免在發作期間試圖喚醒患者，因為這可能會使他們更加困惑和恐懼。重要的是確保孩子有良好的睡眠習慣和適當的睡眠環境，避免促進及誘發因子。
- 藥物治療：如果夜驚頻繁且嚴重，或導致功能障礙，如疲勞和白天嗜睡，則可考慮短期使用克癲平（clonazepam）。褪黑激素和其他藥物也有可能有效。
- 預期性喚醒：預期性喚醒（在孩子最可能經歷夜驚發作前半小時左右將其喚醒）通常對於頻繁發生的夜驚有效.
- 預後：大多數兒童在青春期後期會擺脫夜驚，尤其是在兒童早期發病的情況下。

## 外部連接
- Night Terror Resource Center
- National Institutes of Health, Medline Plus: Night Terrors（页面存档备份，存于）
- National Library of Medicine - Medical Subject Headings: Night Terrors （页面存档备份，存于）